# USS Monitor
USS Monitor byla americká obrněná válečná paroloď převratné konstrukce postavená podle plánů švédského inženýra a vynálezce Johna Ericssona. Jako první loď tohoto typu dala USS Monitor jméno konstrukci válečných lodí — monitorům.

## Konstrukce

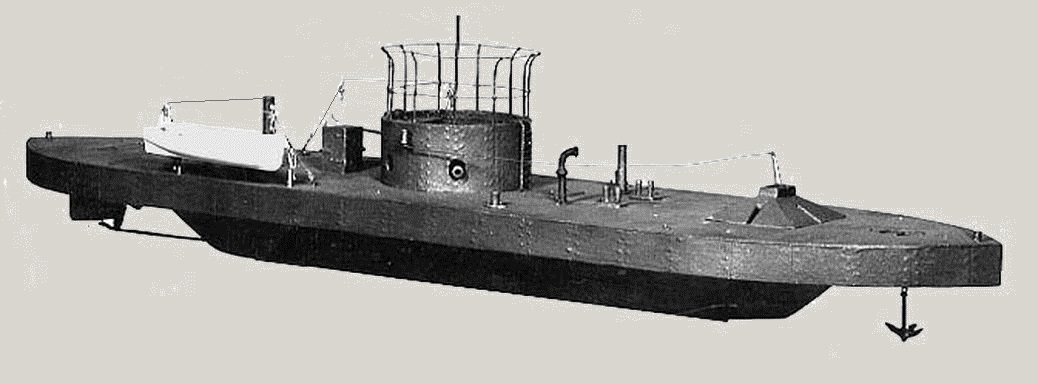
Model Monitoru

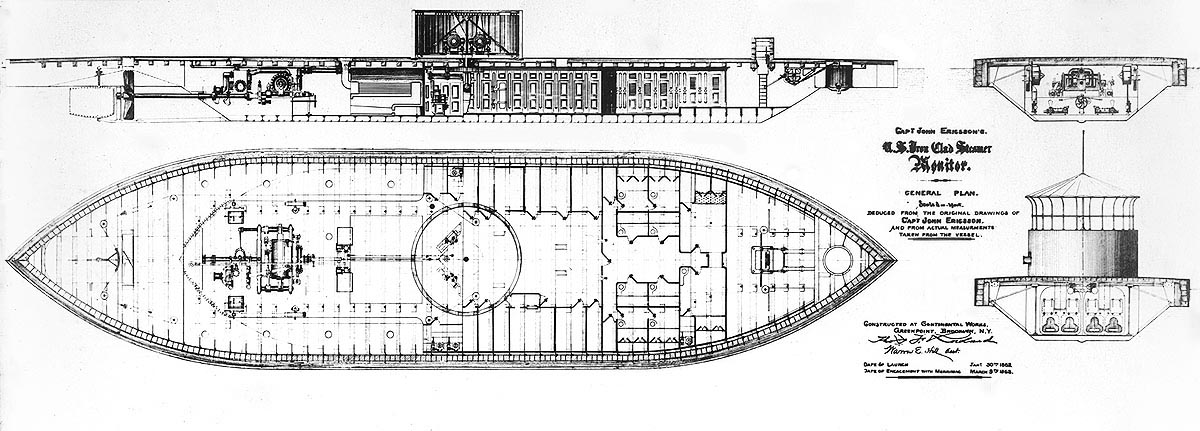
Základní uspořádání Monitoru

Monitor představoval nízké plavidlo, které bylo z větší části skryto pod hladinou. Jeho výtlak byl 987 tun. Z paluby jen mírně vystupující nad hladinu výrazně vyčnívaly pouze 4 věci: 116 cm vysoká pozorovatelna pro kapitána a kormidelníka s 35cm pancéřem; 274 cm vysoká a 6 metrů široká otočná dělová věž odvětrávaná stropem, v níž se za uzavíratelnými střílnami nacházela dvě jedenáctipalcová Dahlgrenova děla (šlo o první loď s takto umístěnou výzbrojí použitou v boji); zasunovatelný komín, a vlajka vyvěšená na zádi. Vzhledem k tehdy platným řádům ohledně velikosti prachové náplně a užívaným dělům se jednalo o prakticky nezranitelnou loď. Nevýhodu představovalo komplikované doplňování zásob munice do věže (věž musela být natočena tak, aby se kryly výřezy podlahy věže a paluby) a fakt, že se jednalo o pobřežní či říční loď s velmi špatnými plavebními vlastnostmi. Měla sice nízký ponor a relativně vysokou rychlost, nesnesla však otevřené moře a vlnobití. To mohlo zahltit komín, uhasit oheň pod kotli a zaplavit loď mezerami mezi věží a palubou.

## Služba

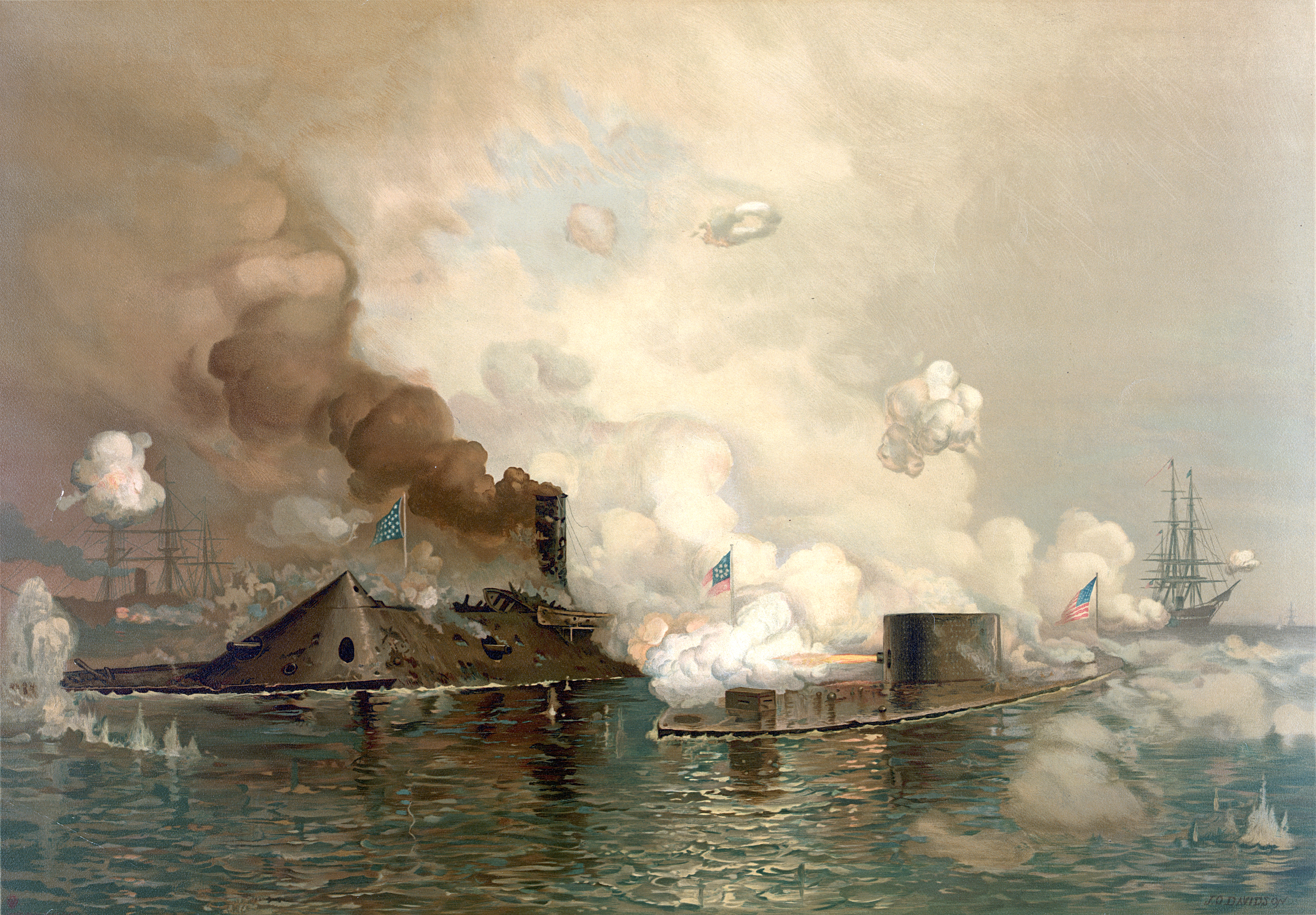
Bitva na Hampton Roads

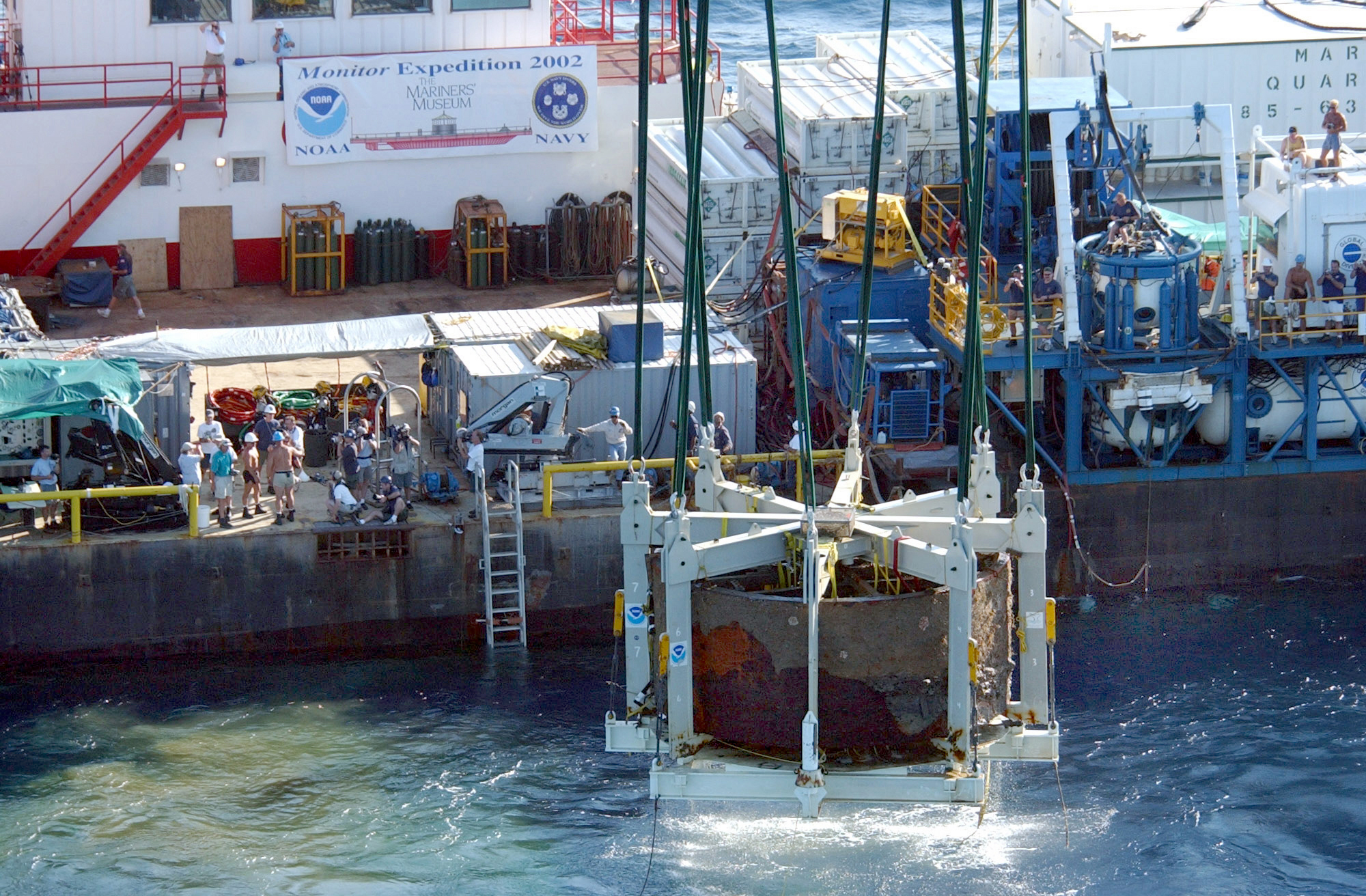
Vyzdvižení dělové věže Monitoru v roce 2002

Loď se zúčastnila na straně Unie americké občanské války, v níž se podílela na blokádě jižanských přístavů. V bitvě na Hampton Roads (9. březen 1862) se pod velením poručíka Wordena střetla s improvizovaným jižanským obrněncem CSS Virginií (ex USS Merrimack) v historicky prvním střetu dvou obrněných lodí. Této bitvě předcházel „masakr“, během kterého CSS Virginia zlikvidovala ještě před příjezdem Monitoru dvě ze tří seveřanských dřevěných řadových lodí eskadry blokující pobřeží (USS Cumberland a USS Congress) a poslední (USS Minnesota) přinutila uprchnout na mělčinu. Bitva zcela změnila náhled na konstrukci válečných lodí a vedla během několika let k radikální přestavbě válečných loďstev na celém světě.
Potopila se 31. prosince 1862 u mysu Hatteras. Monitor tam na moři zaskočila bouře, vlny uvolnily cupaninu tvořící těsnění mezi trupem a věží. Lodní čerpadla neměla dostatečný výkon, aby zvládla množství pronikající vody a loď se potopila. Vrak lodi byl nalezen roku 1973 a byl prohlášen za americkou Národní historickou památku. Jeho špatný stav neumožnil celkové vyzdvižení, bylo ale vyzvednuto mnoho artefaktů, jako lodní šroub, kotva, parní stroj, až nakonec v roce 2002 byla vyzdvižena celá dělová věž, včetně obou kanónů. Nyní vystaveno v The Mariners' Museum ve Virginii.
Monitor a Merrimack byly v české literatuře zpopularizovány knihou Ludvíka Součka Rakve útočí. Podrobný popis bitvy mezi Monitorem a Merrimackem je součástí knihy Josefa Opatrného Válka Severu proti Jihu.